# Boris Godunov (drama)
Boris Godunov - drama Aleksandra Sergejeviča Puškina, napisana 1825. za vrijeme progonstva u Mihajlovskom, pod utjecajem Povijesti ruske države Nikolaja Karamzina. Posvećena je razdoblju vladanja Borisa Godunova od 1598. do 1605. i usponu Dimitrija Samozvanca.